# Císařské putování

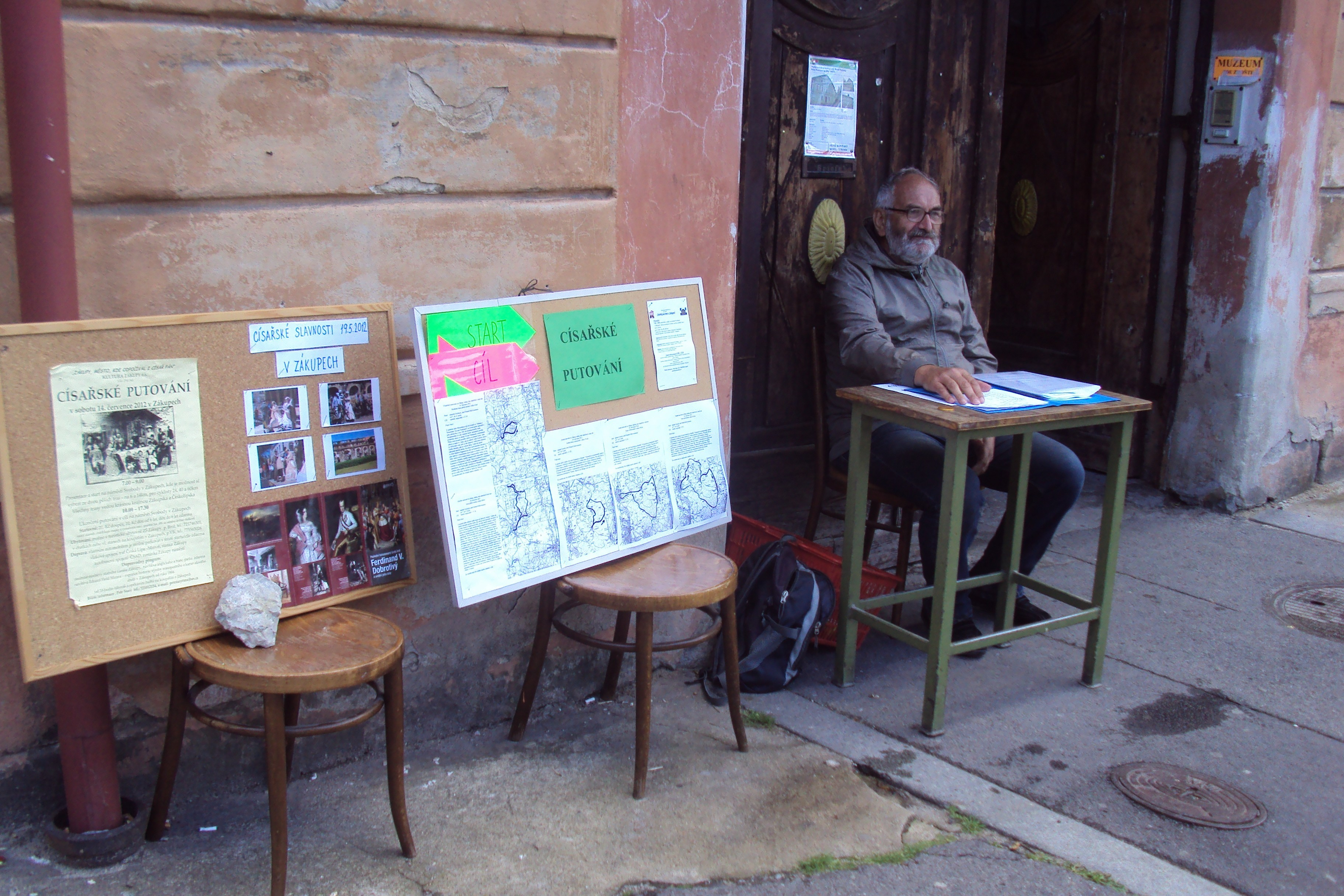
Start prvního ročníku v Zákupech

Císařské putování je pojmenování nevelké turistické akce, pochodů a jízdy na kole, která je pořádána v Zákupech a okolí na Českolipsku. Tras je vždy několik a každým rokem se mění. Hlavním pořadatelem je spolek Kultura Zákupy.

## Historie
Občanské sdružení (nyní zapsaný spolek) Kultura Zákupy uspořádalo v létě 2012 turistickou akci jako doplněk své činnosti, převážně zaměřené na pořádání kulturních akcí ve městě.  Partnerem bylo od počátku zákupské Eduard Held muzeum, od druhého ročníku i KČT Česká Lípa. V prvních třech ročnících byla kontrolní stanoviště v Restauraci U šerifa v Kamenici a motorkářský areál Pekelné Doly mezi obcemi Velenice a Svitava na Českolipsku.

## I. ročník 2012
Start i cíl všech tras byl 14. července na náměstí Svobody před budovou muzea Eduarda Helda. Trasy byly čtyři, dvě pěší, 2 cykloturistické. Zúčastnilo se 33 turistů, pořadatelé byli tři. 

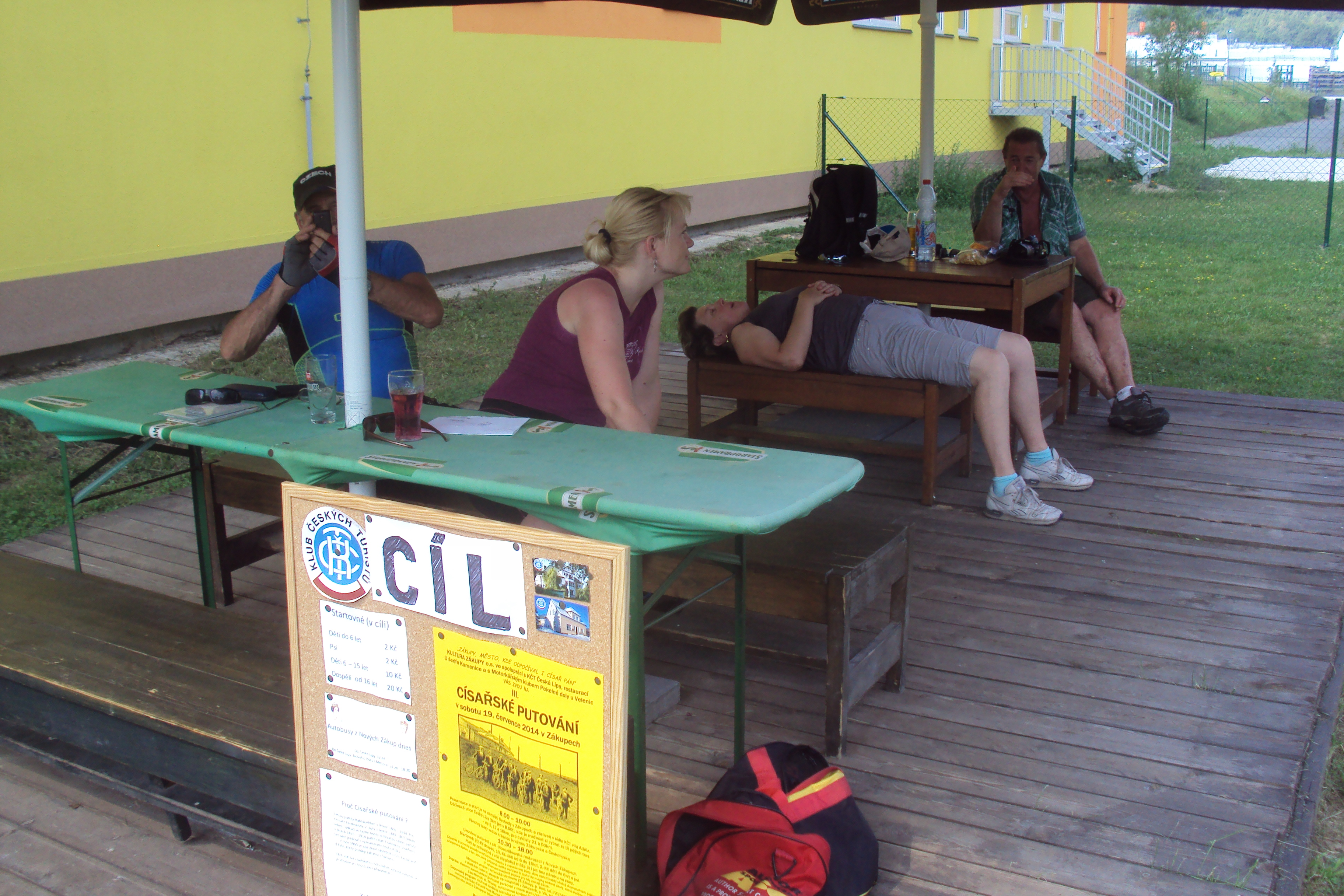
Cíl unavených turistů v červenci 2014 před Novozákupskou restaurací

## II. ročník 2013
I druhý ročník 20. července 2013 měl start i cíl na zákupském náměstí a stejná byla i skladba tras. Účast po nočním dešti jen 15 turistů, pořadatelé byli čtyři.

## III. ročník 2014

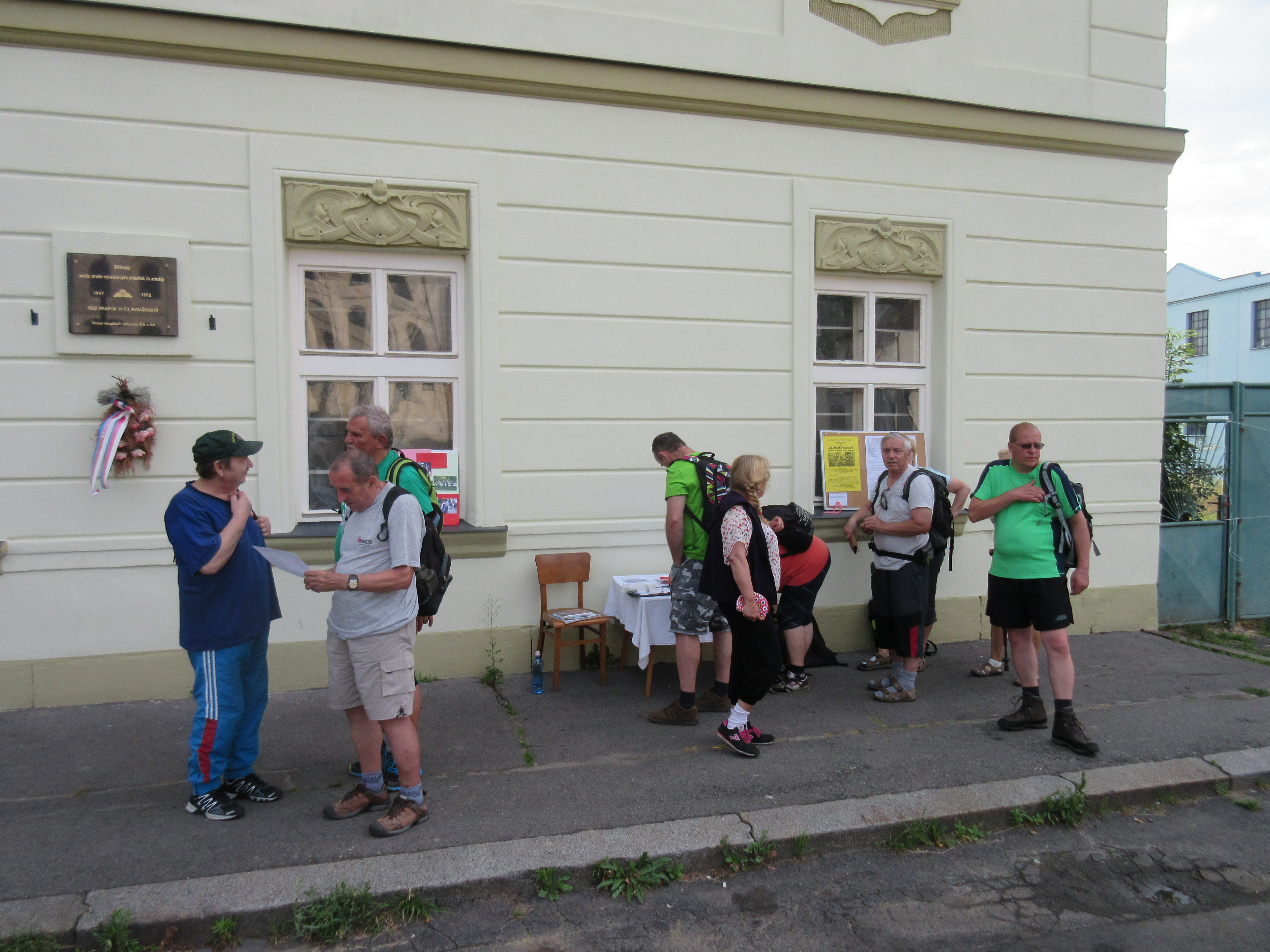
Turisté u registrace v roce 2015

Třetí ročník byl 19. července 2014 s řadou změn a ve velkém vedru. Starty byly jak v České Lípě, u sídla KČT Česká Lípa, tak na náměstí Svobody v Zákupech. Cíl byl tentokrát v Novozákupské restauraci, Nové Zákupy. Tras bylo vypsáno šest, tři cyklo, tři pěší. Po jedné pěší  (18 km)a jedné cyklotrase (50 km)  byly z České Lípy přes Pekelné doly (kontrolní stanoviště) a Velenice, ze Zákup byly trasy pěší  6 a 18 km, cyklo 21 či 47 km. Druhé kontrolní stanoviště bylo v Kamenici, areál Restaurace U šerifa. Účast 38 turistů (z toho 15 cyklo) a 5 psů, šest bylo pořadatelů.

## IV. ročník 2015

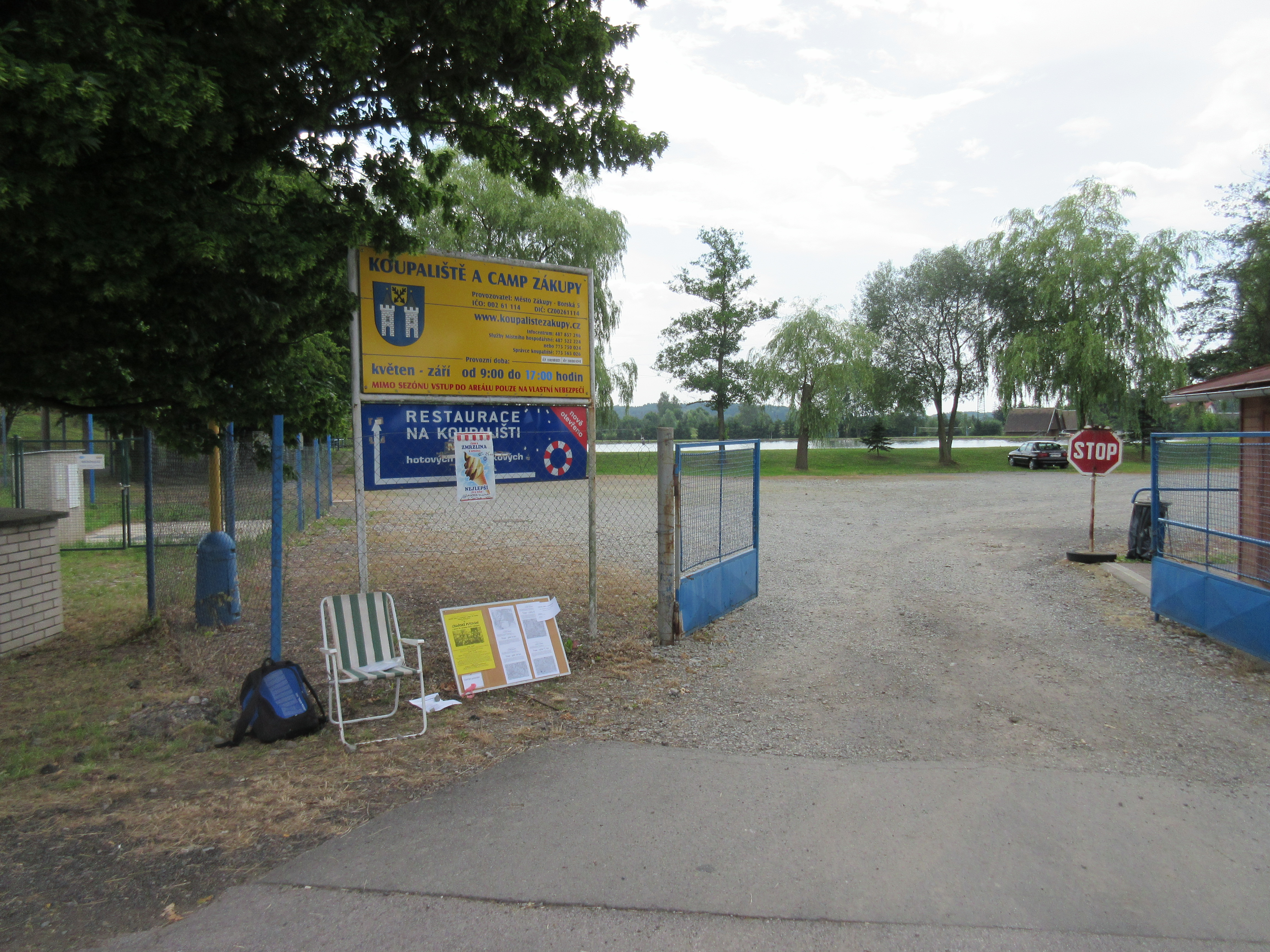
Cíl u brány prázdného koupaliště, léto 2015

Start všech tras byl 18. 7. 2015 na zákupském Náměstí Svobody, cíl na místním koupališti. I přes dobrou propagaci, velké vedro, předpověď tvrdící silné bouřky a tiskem inzerovaný zákaz koupání ovlivnily účast, na startu bylo jen 33 turistů, u nich 16 jelo na kole jednu ze dvou tras směřovaných na Mimoň (kontrola byla v tamním muzeu), naprostá většina pěšáků volila místní okruh 8 km kolem Kamenického vrchu a zámek Zákupy.